# Samora Correia
Samora Correia ist eine Stadt und Gemeinde in Portugal.

## Geschichte
Der Ort entstand vermutlich im Zuge der Reconquista, als das hiesige Gebiet dem Santiago-Ritterorden zur Besiedlung, Verwaltung und Bewirtschaftung zugeschlagen wurde.
Dessen Großmeister Paio Peres Correia gilt als Gründer und Namensgeber des Ortes, eine Statue von ihm steht heute im Ort. Die Besiedlung und Verwaltung des Ortes ging zunächst von der Festung von Belmonte aus, wo jedoch das steile Gelände keine Siedlung zuließ. Vermutlich ab 1245 entstand hier so die Siedlung, die bereits 1260 als Vila geführt wurde, lange offiziell in der Schreibweise Çamora vermerkt und erst später um den Zusatz Correia ergänzt.
1270 wurde der Ort Sitz eines eigenen Verwaltungskreises. 1510 gab König Manuel I. dem Ort Stadtrechte (Foral).
In der zweiten Hälfte des 17. Jahrhunderts ließ König D. João IV. hier eine königliche Residenz errichten, für seinen Sohn, den späteren D. Pedro II.
Im Zuge der Verwaltungsreformen nach der liberalen Revolution 1822 und dem folgenden Miguelistenkrieg wurde der Kreis Samora Correia 1836 aufgelöst und ist seither eine Gemeinde des Kreises Benavente. Der königliche Palast wurde ebenfalls um 1836 Sitz des anfangs staatlichen, bis heute weiter bestehenden landwirtschaftlichen Produktionsunternehmen Companhias das Lezírias. Nach einem Brand 1976 und anschließenden umfangreichen Restaurierungen wurde der Palast 1998 als kommunales Museum mit Bibliothek und Auditorium für das Publikum geöffnet.
Samora Correia wurde am 12. Juni 2009 zur cidade (Stadt) ernannt.

## Verwaltung
Samora Correia ist Sitz einer gleichnamigen Gemeinde (Freguesia) im Kreis (Concelho) von Benavente im Distrikt Santarém. Die Gemeinde hat 17.698 Einwohner auf einer Fläche von 321 km² (Stand 19. April 2021).
Folgende Ortschaften liegen in der Gemeinde:
| - Arneiro das Figueiras - Bate Orelhas - Bela Vista - Camarate - Campo de Tiro - Catapereiro - Fontaínhas | - Lagoa das Bruxas - Malhadinhas - Monte Formiga - Monte Vale Cobrão - Pancas - Paúl da Vala - Pinhal da Memória | - Porto Alto - Samora Correia - Tapada do Brejo - Tapada das Cardosas - Tapada da Murteira - Tapada das Fontaínhas - Vau |

## Söhne und Töchter der Stadt
- Mário Jorge Malino Paulino (* 1986), portugiesischer Fußballspieler
- João Barradas (* 1992), Akkordeonist und Komponist
- Salvador Salvador (* 2001), portugiesischer Handballspieler